# 4102 Ґерґана
4102 Ґерґана (4102 Gergana) — астероїд головного поясу, відкритий 15 жовтня 1988 року.
Тіссеранів параметр щодо Юпітера — 3,223.